# Haverö församling
Haverö församling var en  församling inom Svenska kyrkan i  Härnösands stift i Ånge kommun, Medelpad. Församlingen uppgick 2010 i Borgsjö-Haverö församling.
År 2006 fanns i församlingen 1 045 invånare.

## Administrativ historik
Församlingen har medeltida ursprung.
Församlingen var på 1300-talet annexförsamling i pastoratet Borgsjö och Haverö för att från 1400-talet till 1 mars 1562 vara annexförsamling i pastoratet Torp, Borgsjö och Haverö. Från 1 mars 1562 till 1 oktober 1818 annexförsamling i pastoratet Ytterhogdal och Haverö där även Överhogdals församling tidvis ingick, därefter till 2002 utgjorde församlingen ett eget pastorat. Församlingen bildade med Borgsjö församling Borgsjö-Haverö pastorat 2002. Församlingen uppgick 2010 i Borgsjö-Haverö församling.
Församlingskod var 226003.

## Komministrar
| 1665–1670 | Eric Wijkman        | 1637–1716 |                                              |
| 1685–1690 | Lars Drake          | –1702     | Senare pedagog i Stockholm.                  |
| 1691–1695 | Thure Islebius      | 1668–1745 |                                              |
| 1696–1725 | Eric Edman          | –1725     |                                              |
| 1726–1739 | Olof Johansson Berg | 1703–1780 | Senare kyrkoherde i Skogs församling         |
| 1739–1746 | Jonas Walster       |           | Senare kyrkoherde i Ytterhogdals församling. |
| 1746–1752 | Erik Wiklund        | 1713–1779 |                                              |
| 1752–1773 | Olof Waldenius      |           | Senare kyrkoherde i Ytterhogdals församling. |
| 1773–1780 | Petrus Molinder     | 1725–1780 |                                              |
| 1783–1788 | Olof Hedenborg      | 1746–1809 | Senare komminister i Hedesunda församling.   |
| 1789–1798 | Hans Rogstadius     | 1759–1813 | Senare kyrkoherde i Färila församling.       |
| 1799–1804 | Lars Landgren       | 1799–1829 | Senare komminister i Segersta församling.    |
| 1804–1813 | Olof Moberger       | 1763–1843 |                                              |
| 1813–1818 | Jonas Hägglund      | 1777–1837 | Senare komminister i Delsbo församling.      |

## Kyrkor
- Haverö kyrka